# أزياء عمانية
تتميز سلطنة عمان بتنوع الأزياء التراثية وجمال ألوانها وأشكالها وهي تمثل عراقة وأصالة المجتمع العماني
كما تميز المجتمع العماني بمحافظته على ارتداء الزي التراثي سواء كان الرجل أو المرأة العمانية وهذا ما يلحظه الزائر لسلطنة عمان من مظاهر الاعتزاز بالتراث العماني وقد تميزت الأزياء العمانية بالأناقة والبساطة في آن واحد.

## الأزياء الرجالية

خنجر عماني

تميزت الأزياء الرجالية في سلطنة عمان بالبساطة والتكيف مع البيئة المحيطة، وهي عبارة عن ثوب طويل يسمى الدشداشة ذات عنق مستدير يحيط بها شريط يختلف لونه عن لون الدشداشة فيما تتدلى على الصدر(الفراخة أو الكركوشة) كما تسمى محلياً، وهي عادةً ما تضمح بالعطور والبخور. وينحصر الاختلاف في الدشداشة بين محافظات سلطنة عمان مثلاً الدشداشة (الصورية) والتي تتميز بها ولاية صور تطرز الجزء العلوي من الأمام والخلف، وتختلف درجة التطريز حسب الفئة النسبية حيث تزيد كثافة التطريز في دشداشة الأطفال.

أما لباس الرأس فهو العمامة ذات الألوان المتعددة، كما يرتدي الرجل العماني كمة وهي طاقية مطرزة باليد بأشكال وزخارف جميلة 

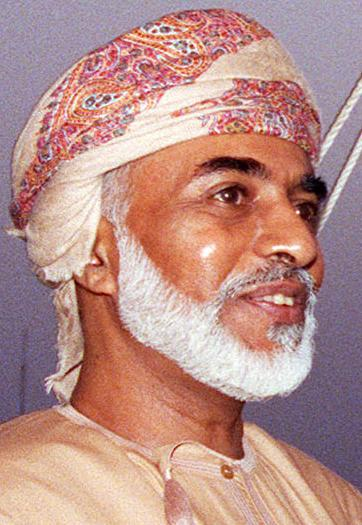
السلطان قابوس بن سعيد مرتديا العمامة

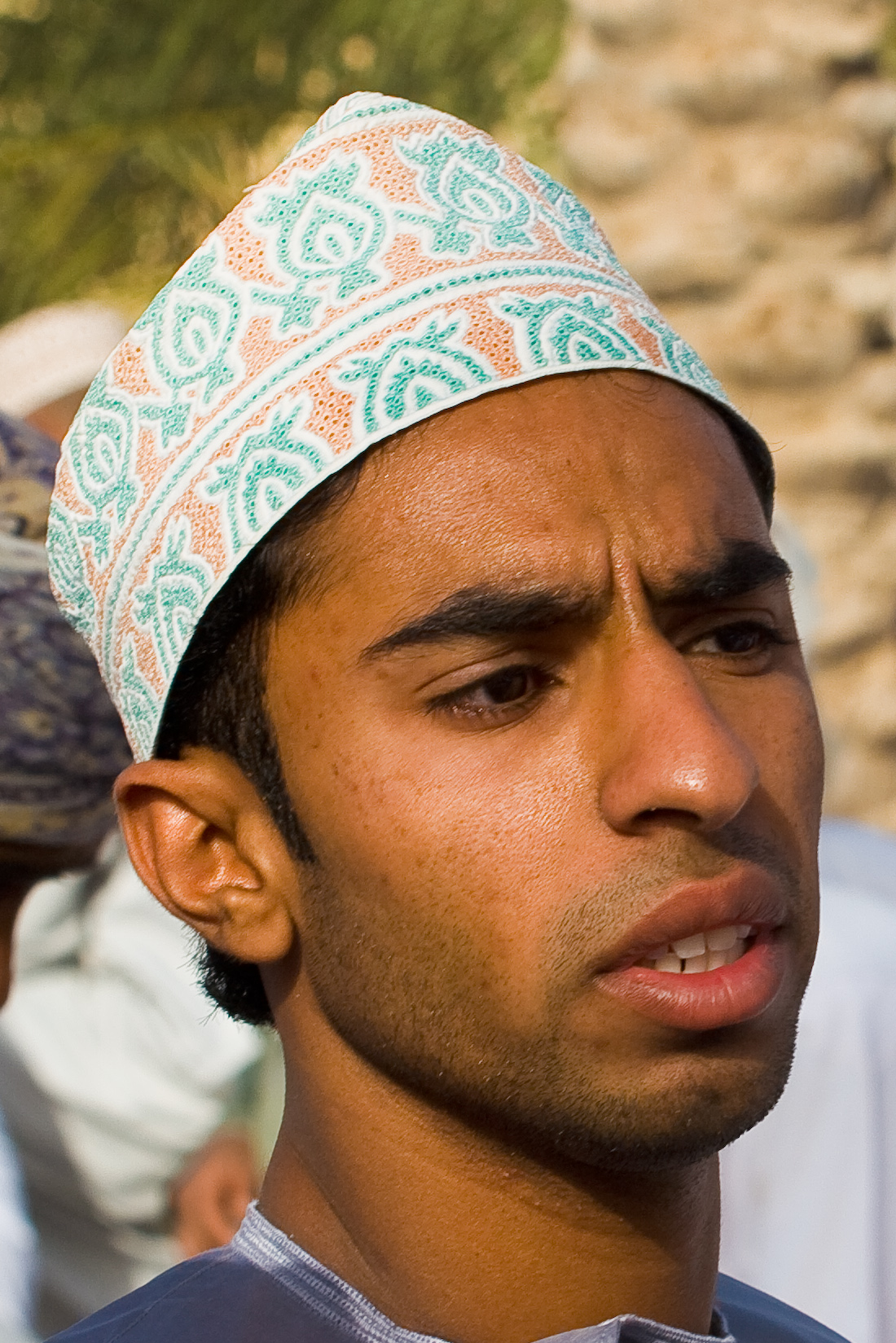
شاب عماني يرتدي الكمة

 كما يتمنطق الرجال بالخنجر عماني والذي يعد من أهم سمات الأناقة الذكورية والمصنوع من الفضة الخالصة، وأحياناً يلف الشال حول الوسط فوق حزام الخنجر وهو من نفس نوع ولون العمامة، والخنجر من الملامح العمانية التي تستمر المحافظة عليها، فيندر مشاهدة رجل عماني لا يتمنطق خنجراً في حفل رسمي، ولا سيما الوجهاء والأعيان وفي المناسبات الوطنية والخاصة كعقد القران والزواج وغيرها من المناسبات، ويكتمل الزي العماني في بعض مناطق سلطنة عمان بلبس (البشت) وهو عباءة رجالية مطرزة الأكمام والأطراف. 

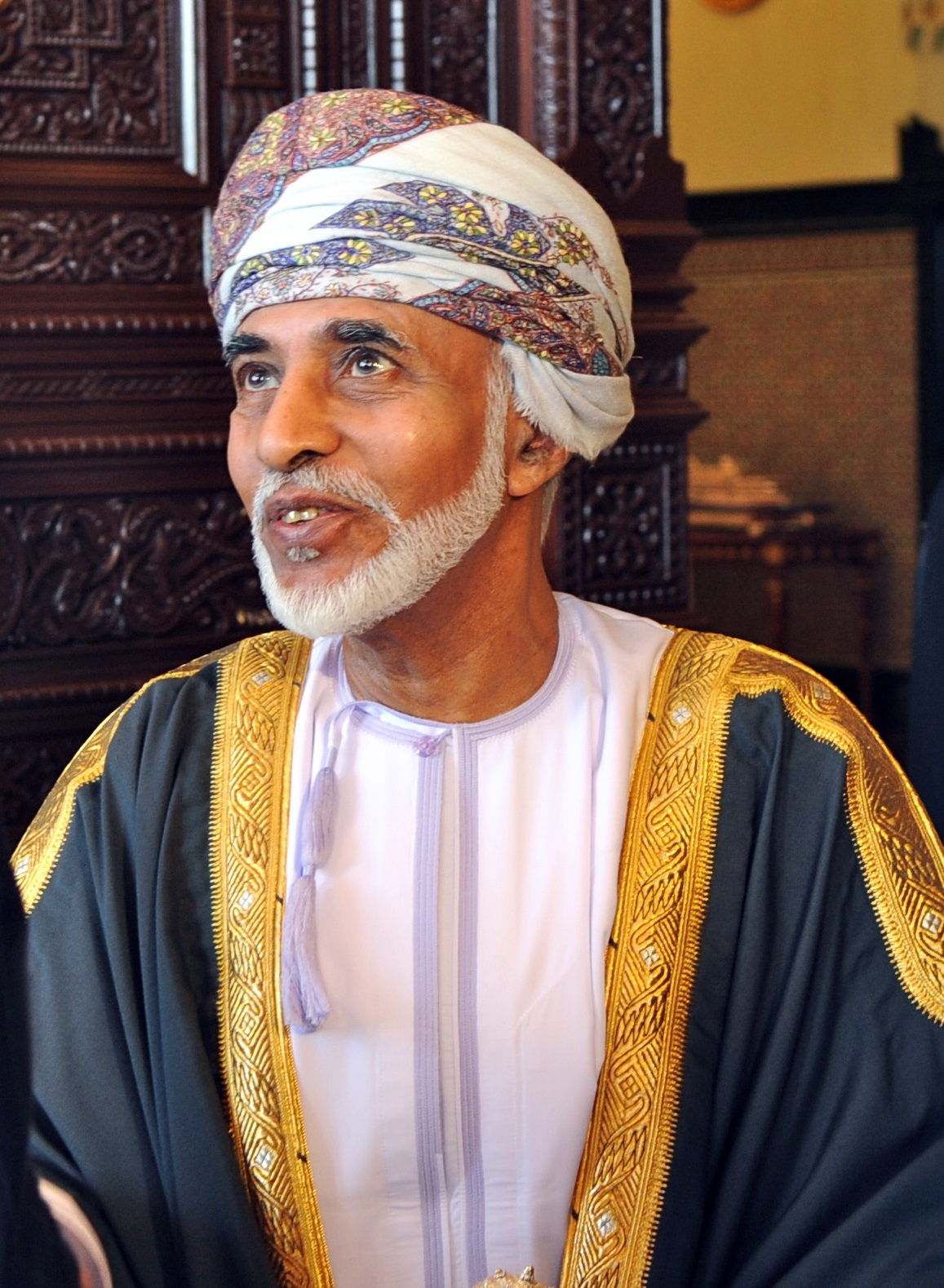
السلطان قابوس بن سعيد مرتديا البشت

 .

## الأزياء النسائية

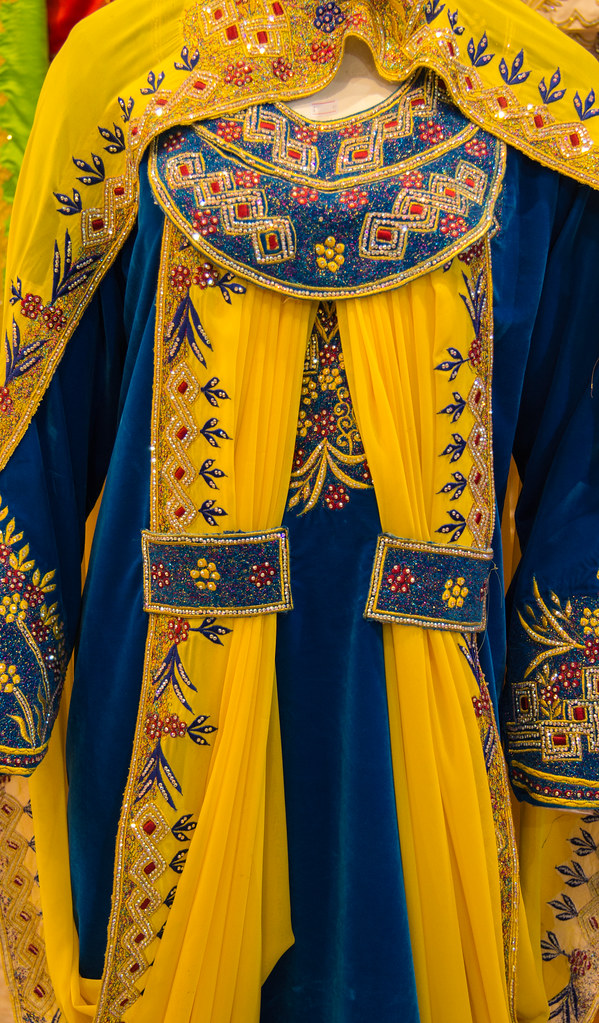
زي نسائي عماني تقليدي

تتعدد أنواع الأزياء النسائية في سلطنة عمان بحسب المناطق العمانية، إلا أنها إجمالاً تتكون من ثلاث قطع أساسية وهي :
1. حجاب الرأس : ويسمى محلياً (لحاف- وقاية-ليسو-فتقة)، وتتفنن النساء في تزيينه بالنقوش عن طريق (الترتر والخرز الملون)، وقد يضاف إليه ما يعرف محلياً (الحظية أو الشلاشل) وهي عبارة عن خيوط ملونة بثلاثة أو أربعة ألوان.
2. الثوب ويسمى أيضاً (الدشداشة أو الكندورة) و تتكون من (الردون، وهي الأكمام المطرزة يدوياً بالسيم والغولي) أما الشق الذي يتوسط الصدر فيستخدم في تطريزه (السفة والسنجاف) وهي أنواع من النقوش الجاهزة #السروال يكون واسعاً وضيق من القدمين مع تنوع من النقش والتطريز بحسب المناطق.

وتختلف الأزياء العمانية النسائية من منطقة إلى أخرى ومن ولاية إلى أخرى مثلاً تتميز المنطقة الشرقية بتنوع الأزياء مثلاً زي ولاية صور يوجد به ثلاث فتحات واسعة من اليدين والأسفل لإمكانية ارتدائه بسهولة، كما يطرز من الأمام والخلف، أما في ولاية إبراء فتضع المرأة على رأسها (الكمة) ولونها أسود عادةً مصنوعة من قماش خفيف، كما تلبس (العقام وهو حلية من الذهب أو الفضة على شكل صفيحتين مزخرفتين بخيوط من الصوف. كما تمزيت محافظة ظفار بزيها التقليدي والذي يعرف (أبو ذيل) وهو من المخمل أو القطن وتزين رقبته من خيوط البريسم والزري، ويطعم الثوب بفصوص من الفضة والخرز، وتوضع على الرأس الشيلة وهي غالباً ما تكون مصنوعة من القطن الخفيف أو الحرير مزينة بالفصوص والخرز بأشكال مختلفة.
ولا يكتمل الزي النسائي في سلطنة عمان إلا بإضافة الحلي الفضية والذهبية، حيث أبدعت يد الضاتغ العماني في مختلف الأشكال والأنواع، وتتكون مجموعة الحلي النسائية في عمان من جهاز لتزيين مختلف أعضاء الجسم حيث توجد قطع للرأس والجبهة والأذنين والأنف والرقبة واليد والذراع وأصابع اليدين والقدمين والكاحل، ويندرج تحت كل فئة من هذه القطع أنواع من الحلي .